# Paul Richaud
Pour les articles homonymes, voir Richaud.
Paul Marie André Richaud, né le 16 avril 1887 à Versailles et mort le 5 février 1968 à Bordeaux, est un cardinal français de l'Église catholique romaine, archevêque de Bordeaux de 1950 à 1968.

## Biographie
Paul Richaud est issu d'une famille qui s'implante à Versailles sous la Révolution grâce à Hyacinthe Richaud, commerçant, élu maire de la ville en 1791, puis député à la Convention nationale et enfin député au Conseil des Cinq-Cents.
Son père, Jules-Marie Richaud, décédé à 85 ans le 11 février 1933, a été vice-président de la Commission des Hospices de Versailles. Paul Richaud a une sœur, Jeanne Richaud, en religion Sœur Marie de la Trinité, dominicaine, et deux neveux prêtres, fils d'Albert son frère aîné, avoué à Orléans.
Élève au collège Saint-Jean-de Béthune, bachelier, Paul Richaud entame ensuite des études de droit avant d'entrer au Grand séminaire de Versailles en 1909 et d'être ordonné prêtre en 1913. Après deux années d'études au séminaire français de Rome, où il obtient un doctorat de philosophie, il revient à Versailles et apporte ses compétences humaines et religieuses à la Paroisse Notre-Dame où il est vicaire. Ses compétences théologiques le font retenir fin 1925 pour un cycle de cours de Théologie morale au "Cercle thomiste féminin" à Paris sur le thème « Les fondements de la morale chrétienne ». 
Le 21 décembre 1933, suivant la sollicitation de Roland-Gosselin, évêque de Versailles, qui se sent trop âgé pour assurer seul sa mission épiscopale, le pape Pie XI "préconise" Paul Richaud évêque titulaire d'Irenopolis-en-Isaurie.Le 25 janvier 1934, il est consacré évêque titulaire d'Irenopolis-en-Isaurie et exerce la fonction d'évêque auxiliaire de Versailles.
Richaud est nommé évêque de Laval le 27 juillet 1938.
Il est nommé archevêque de Bordeaux, évêque de Bazas et primat d'Aquitaine le 11 février 1950.
Richaud est créé cardinal par le pape Jean XXIII lors du consistoire du 15 décembre 1958 avec le titre de cardinal-prêtre de Santi Quirico e Giulitta.
En mai 1962 il participe à des commission de travail préparant les décisions du concile Vatican 2 (1962-1965), en particulier celle destinée travailler sur la discipline du clergé. Il se distingue en étant favorables à des peines très sévères envers les membres de l'Église, prêtres ou non, ayant commis des abus sexuels sur des mineurs. Il valide la proposition visant à excommunier les personnes ayant commis ce type d'abus et a proposé d'étendre l'âge des victimes prises en compte jusqu'à 21 ans.
À 80 ans, le 5 février 1968, Paul Richaud décède à Bordeaux à la suite d'interventions chirurgicales.

## Engagements auprès des pauvres et de la jeunesse
Avant même son entrée au séminaire Paul Richaud est secrétaire du Conseil départemental des Conférences de Saint-Vincent de Paul, vice-président du Cercle Saint-Benoît et vice-président diocésain de l'Association catholique de la jeunesse française. 
En 1923, l'abbé Richaud est aumônier du Lycée Hoche et de la troupe 1re de Versailles. En 1926 un chef de patrouille de la troupe 2e décède dans un accident lors d'une manifestation scoute. À la suite de ce tragique événement il écrit un texte d'une quinzaine de pages : Pierre Gridel, chef de patrouille de la 2e Versailles. 1911-1926, La Chapelle-Montligeon, Impr. de Montligeon, 1927. Cette même année 1927 le voit publier Pour devenir Petit-Loup, saynète scoute.
En 1928, à 41 ans, il est nommé directeur diocésain des œuvres de jeunesse et chanoine honoraire.

## Évêque de Laval
Richaud fait son entrée solennelle à Laval le vendredi 12 août 1938.
En 1946, il célèbre le 75e anniversaire des apparitions de la Vierge à Pontmain (Mayenne) et publie à cette occasion Le mystère de Pontmain, recueil de quinze méditations sur cet événement.

## Distinction
- Officier de la Légion d'honneur (12 juillet 1963)[13]